# Thomissöns koralbok
Thomissöns koralbok trycktes 1569 i Danmark samtidigt som Hans Thomissøns psalmbok gavs ut. Skriften är källa för minst en melodi i 1819 års psalmbok och Nya psalmer 1921 som används till flera psalmer: nr 102, 540, 549, och är också är en melodi som förekommer i 1695 års psalmbok för psalm nr 165.

## Psalmer
- Vad ljus över griften (1819 nr 102) "Melodins huvudtext" Finns på Wikisource.
  - Framfaren är natten (1921 nr 549) Finns på Wikisource.
  - Gladeligh wele wij Haleluia siunga (1695 nr 165)
  - I makt utan like (1921 nr 540)